# Diocesi di Wilmington
La diocesi di Wilmington (in latino Dioecesis Wilmingtoniensis) è una sede della Chiesa cattolica negli Stati Uniti d'America suffraganea dell'arcidiocesi di Baltimora. Nel 2023 contava 246.174 battezzati su 1.508.853 abitanti. È retta dal vescovo William Edward Koenig.

## Territorio
La diocesi comprende per intero lo stato del Delaware e le contee di Caroline, Cecil, Dorchester, Kent, Queen Anne, Somerset, Talbot, Wicomico e Worcester nello Stato del Maryland.
Sede vescovile è la città di Wilmington, dove si trova la cattedrale di San Pietro (Cathedral of Saint Peter).
Il territorio si estende su 13.916 km² ed è suddiviso in 56 parrocchie, raggruppate in 7 decanati: Brandywine Hundred, City, Central New Castle, Iron Hill, Eastern Shore, Silver Lake, Ocean.

## Storia
La diocesi è stata eretta il 3 marzo 1868 con il breve Summi apostolatus di papa Pio IX, ricavandone il territorio dall'arcidiocesi di Baltimora e dalla diocesi di Filadelfia (oggi arcidiocesi).
Al momento dell'erezione la diocesi contava soltanto su otto sacerdoti. Dopo 18 anni il vescovo Becker lasciava la diocesi dopo aver raddoppiato il numero delle chiese e triplicato quello dei sacerdoti.
Il suo immediato successore, Alfred Allen Curtis, collaborò con santa Caterina Drexel per istituire nella diocesi un secondo orfanotrofio e una scuola professionale, che si aggiungeva alle scuole parrocchiali. Nel 1896, quando si dimise, la diocesi gestiva tre orfanotrofi, tre scuole superiori e nove parrocchiali.
Il vescovo John Monaghan fondò l'ospedale di Saint Francis.
Molto importante fu il lungo episcopato di Edmond John FitzMaurice, durante il quale il numero dei battezzati crebbe da 34 000 a 85 000. Incoraggiò molte iniziative di carità e associazioni cattoliche, istituì diciassette nuove parrocchie, diciannove scuole elementari e nove superiori.
Nel 1974 ha ceduto una porzione del suo territorio (le contee di Accomack e Northampton in Virginia) alla diocesi di Richmond.

### Scandalo degli abusi su minori
La diocesi è stata gravemente coinvolta negli scandali sugli abusi su minori compiuti negli anni sessanta. Il 18 ottobre 2009, giorno antecedente all'inizio di otto processi per abusi sessuali da parte di membri del clero, la diocesi ha dichiarato bancarotta.
Il 1º dicembre 2010 un tribunale ha riconosciuto 30 milioni di dollari di danni ad una delle vittime. Il 3 febbraio 2011 gli avvocati della diocesi hanno accettato di pagare 77 milioni di dollari alle 146 vittime di abusi e di rendere pubblici documenti sugli abusi. La decisione segue una norma dello stato del Delaware che ha creato una finestra di due anni per perseguire abusi su minori altrimenti caduti in prescrizione. Alcuni avvocati delle vittime hanno annunciato ulteriori processi contro Oblati, Cappuccini e Norbertini.

## Cronotassi dei vescovi
Si omettono i periodi di sede vacante non superiori ai 2 anni o non storicamente accertati.
- Thomas Albert Andrew Becker † (3 marzo 1868 - 26 marzo 1886 nominato vescovo di Savannah)
- Alfred Allen Paul Curtis † (3 agosto 1886 - 23 maggio 1896 dimesso[7])
- John James Joseph Monaghan † (26 gennaio 1897 - 10 luglio 1925 dimesso[8])
- Edmond John Fitzmaurice † (24 luglio 1925 - 2 marzo 1960 dimesso[9])
- Michael William Hyle † (2 marzo 1960 - 26 dicembre 1967 deceduto)
- Thomas Joseph Mardaga † (9 marzo 1968 - 28 maggio 1984 deceduto)
- Robert Edward Mulvee † (19 febbraio 1985 - 9 febbraio 1995 nominato vescovo coadiutore di Providence)
- Michael Angelo Saltarelli † (21 novembre 1995 - 7 luglio 2008 ritirato)
- William Francis Malooly (7 luglio 2008 - 30 aprile 2021 ritirato)
- William Edward Koenig, dal 30 aprile 2021

## Statistiche
La diocesi nel 2023 su una popolazione di 1.508.853 persone contava 246.174 battezzati, corrispondenti al 16,3% del totale.
| anno | popolazione | popolazione | popolazione | presbiteri | presbiteri | presbiteri | presbiteri                | diaconi | religiosi | religiosi | parrocchie |
| anno | battezzati  | totale      | %           | numero     | secolari   | regolari   | battezzati per presbitero | diaconi | uomini    | donne     | parrocchie |
| ---- | ----------- | ----------- | ----------- | ---------- | ---------- | ---------- | ------------------------- | ------- | --------- | --------- | ---------- |
| 1948 | 36.731      | 484.427     | 7,6         | 119        | 62         | 57         | 308                       |         | 62        | 27        | 38         |
| 1966 | 123.619     | 762.014     | 16,2        | 203        | 120        | 83         | 608                       |         | 109       | 394       | 51         |
| 1970 | 126.125     | 882.875     | 14,3        | 197        | 113        | 84         | 640                       |         | 110       | 499       | 54         |
| 1976 | 113.558     | 807.533     | 14,1        | 210        | 116        | 94         | 540                       |         | 184       | 434       | 53         |
| 1980 | 121.500     | 864.000     | 14,1        | 209        | 117        | 92         | 581                       | 1       | 135       | 420       | 55         |
| 1990 | 136.072     | 1.005.800   | 13,5        | 217        | 127        | 90         | 627                       | 42      | 126       | 336       | 56         |
| 1999 | 173.702     | 1.108.890   | 15,7        | 220        | 126        | 94         | 789                       | 48      | 33        | 271       | 55         |
| 2000 | 193.805     | 1.123.231   | 17,3        | 220        | 129        | 91         | 880                       | 48      | 116       | 260       | 56         |
| 2001 | 205.000     | 1.137.988   | 18,0        | 209        | 125        | 84         | 980                       | 53      | 108       | 270       | 56         |
| 2002 | 215.000     | 1.179.504   | 18,2        | 208        | 122        | 86         | 1.033                     | 72      | 107       | 251       | 56         |
| 2003 | 220.000     | 1.199.701   | 18,3        | 216        | 130        | 86         | 1.018                     | 77      | 115       | 251       | 57         |
| 2004 | 225.000     | 1.215.685   | 18,5        | 200        | 114        | 86         | 1.125                     | 76      | 115       | 259       | 57         |
| 2010 | 238.375     | 1.314.050   | 18,1        | 206        | 133        | 73         | 1.157                     | 107     | 99        | 227       | 57         |
| 2014 | 240.338     | 1.369.080   | 17,6        | 173        | 114        | 59         | 1.389                     | 110     | 78        | 201       | 57         |
| 2017 | 245.092     | 1.482.000   | 16,5        | 167        | 106        | 61         | 1.467                     | 107     | 75        | 172       | 56         |
| 2020 | 246.157     | 1.445.780   | 17,0        | 165        | 107        | 58         | 1.491                     | 112     | 64        | 154       | 56         |
| 2022 | 255.000     | 1.499.682   | 17,0        | 157        | 102        | 55         | 1.624                     | 116     | 62        | 120       | 56         |
| 2023 | 246.174     | 1.508.853   | 16,3        | 160        | 106        | 54         | 1.538                     | 120     | 60        | 138       | 56         |